# Луций Антоний (внук на Марк Антоний)
Вижте пояснителната страница за други личности с името Луций Антоний.
Луций Антоний (на латински: Lucius Antonius; * 20 пр.н.е.; † 34) е най-възрастният син на Юл Антоний и Клавдия Марцела Старша.
Внук е по баща на Марк Антоний и неговата трета съпруга Фулвия, а по майка е внук на Гай Клавдий Марцел Младши и Октавия Младша, сестра на император Август. Брат е на по-малките близнаци Юл Антоний и Юла Антония. Полубрат е на Випсания Марцела от първия брак на майка му с Марк Випсаний Агрипа, и на Апулея Варила, от третия брак на майка му със Секст Апулей III.
През 2 пр.н.е. баща му Юл (консул 10 пр.н.е. и 7/6 пр.н.е.; проконсул на провинция Азия) се самоубива, заради аферата му с дъщерята на Август Юлия Старша.
Луций отива в Марсилия, където следва и се връща в Рим по времето на управлението на Тиберий. През 15 г. става квестор, през 16 – 18 г. претор, 19 г. става praetor urbinus, след това е управител на Тараконска Испания. Връща се в Рим, за да стане консул през 27 г., но не е избран. През 31 г. се оттегля от политиката.
През последните си години се жени за Юнила, дъщеря на Сеян (преториански префект и консул 31 г.). С нея има син Марк Антоний Прим (* 32, Галия при Толоза; † 81) и дъщеря Антония Постума, родена през 34 г. след неговата смърт.
Луций умира на 53 години през 34 г.